# Corridoio del Donegal
Il corridoio del Donegal (in irlandese: Muinchinn Dúin na nGall) era una stretta striscia di spazio aereo irlandese che collegava il Lough Erne alle acque internazionali dell'Oceano Atlantico attraverso il quale il governo irlandese consentì il sorvolo degli aerei militari britannici durante la seconda guerra mondiale. Ciò ha costituito una violazione della neutralità irlandese, che all'epoca non è stata resa pubblica.